# Pterostichus circulosus
Pterostichus circulosus är en skalbaggsart som beskrevs av Carl Hildebrand Lindroth. Pterostichus circulosus ingår i släktet Pterostichus och familjen jordlöpare. Inga underarter finns listade i Catalogue of Life.